# Rochefort (Savoie)
Rochefort ist eine französische Gemeinde mit 250 Einwohnern (Stand 1. Januar 2022) im Département Savoie in der Region Auvergne-Rhône-Alpes. Sie gehört zum Kanton Bugey savoyard im Arrondissement Chambéry und ist Mitglied im Gemeindeverband Val Guiers.

## Geographie

### Lage
Rochefort liegt am Westrand des Départements auf 422 m, etwa 16 Kilometer westlich der Präfektur Chambéry, 71 Kilometer ostsüdöstlich von Lyon und 44 Kilometer nördlich der Stadt Grenoble (Luftlinie). Nachbargemeinden von Rochefort sind 
- Sainte-Marie-d’Alvey im Norden,
- Novalaise und Ayn im Osten,
- Verel-de-Montbel im Süden,
- Avressieux und
- Saint-Genix-les-Villages mit Saint-Genix-sur-Guiers im Westen und Gresin im Nordwesten.

### Topographie

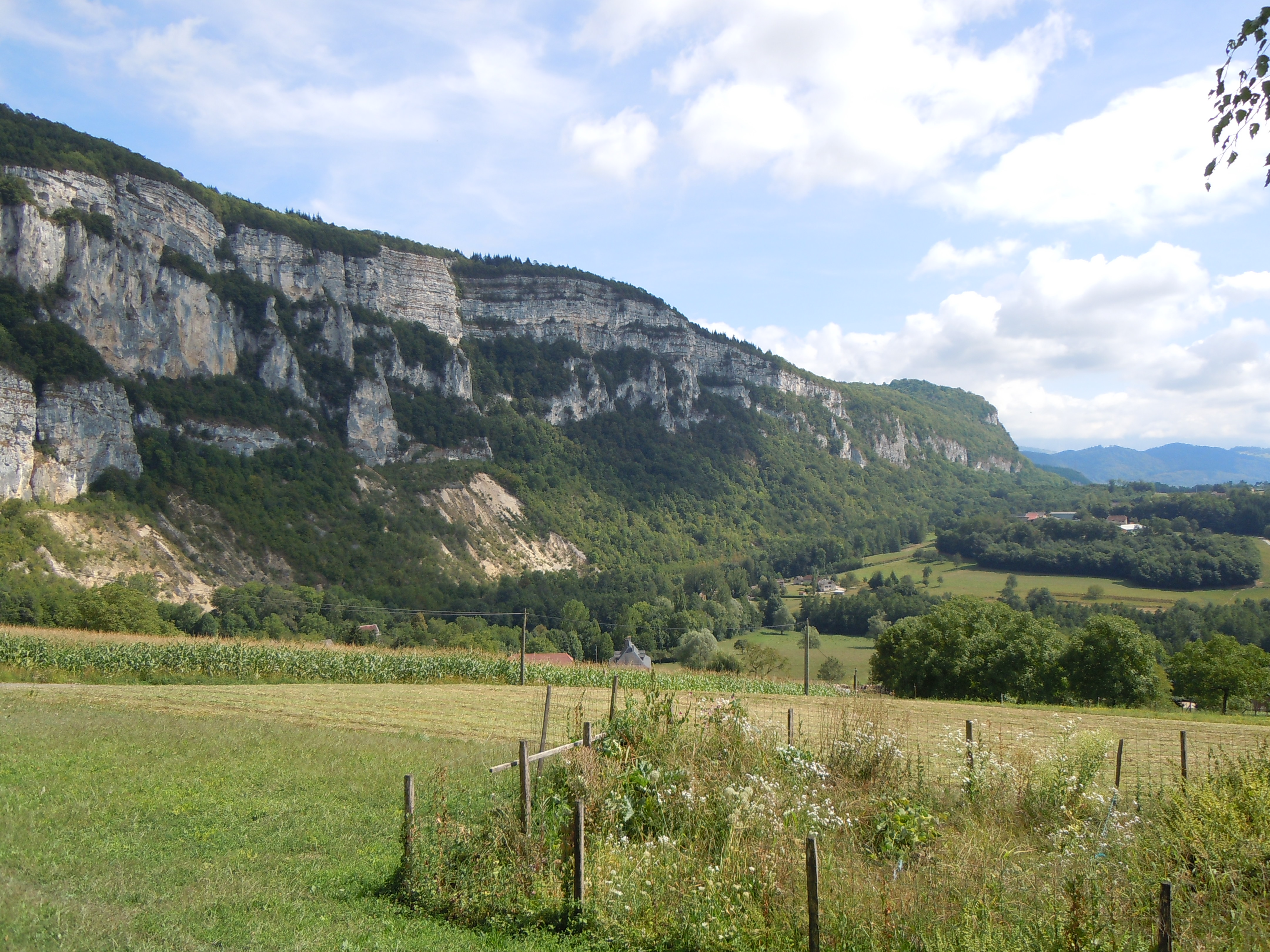
Felswände in der Geländestufe am Ostrand der Gemeinde

Die Fläche des 5,60 km² großen Gemeindegebiets umfasst einen Abschnitt des Avant-Pays savoyard, des von sanften Erhebungen geprägten savoyischen Vorlandes zwischen dem Grenzfluss Guiers und dem Südende der Hauptantiklinalen des Jura. Den Ostrand der Gemeinde bildet eine in Nord-Süd-Richtung verlaufende, hier etwa 400 m aufragenden Geländestufe, die die Talböden von Rhone und Guiers von der Hochebene trennt, die der Lac d’Aiguebelette östlich der Gemeinde einnimmt. Die Geländestufe ist fast durchgängig von senkrecht aufragenden Felswänden geprägt. Der Bach Truison markiert die Nordgrenze der Gemeinde und entwässert Teile des Gemeindegebietes zur Rhone hin. Das westlich der Geländestufe sanft hügelige Gemeindegebiet wird größtenteils landwirtschaftlich genutzt. Waldstücke machen etwa 26 % der Fläche aus.

### Gemeindegliederung
Zu Rochefort gehören neben dem eigentlichen, sehr kleinen Ortskern auch mehrere Weilersiedlungen und Gehöfte, darunter:
- Urice (472 m) im Nordwestzipfel der Gemeinde sowie
- Le Suard und Le Vivier (beide 375 m) am Fuß der Geländestufe.

## Geschichte
Zu Rochefort wurde im 14. Jahrhundert eine eigenständige Pfarrei erwähnt (Parrocchia de Rupeforti aliàs Rochefort). Über mehrere Jahrhunderte hinweg existierten beide Namensvarianten parallel.

## Sehenswürdigkeiten

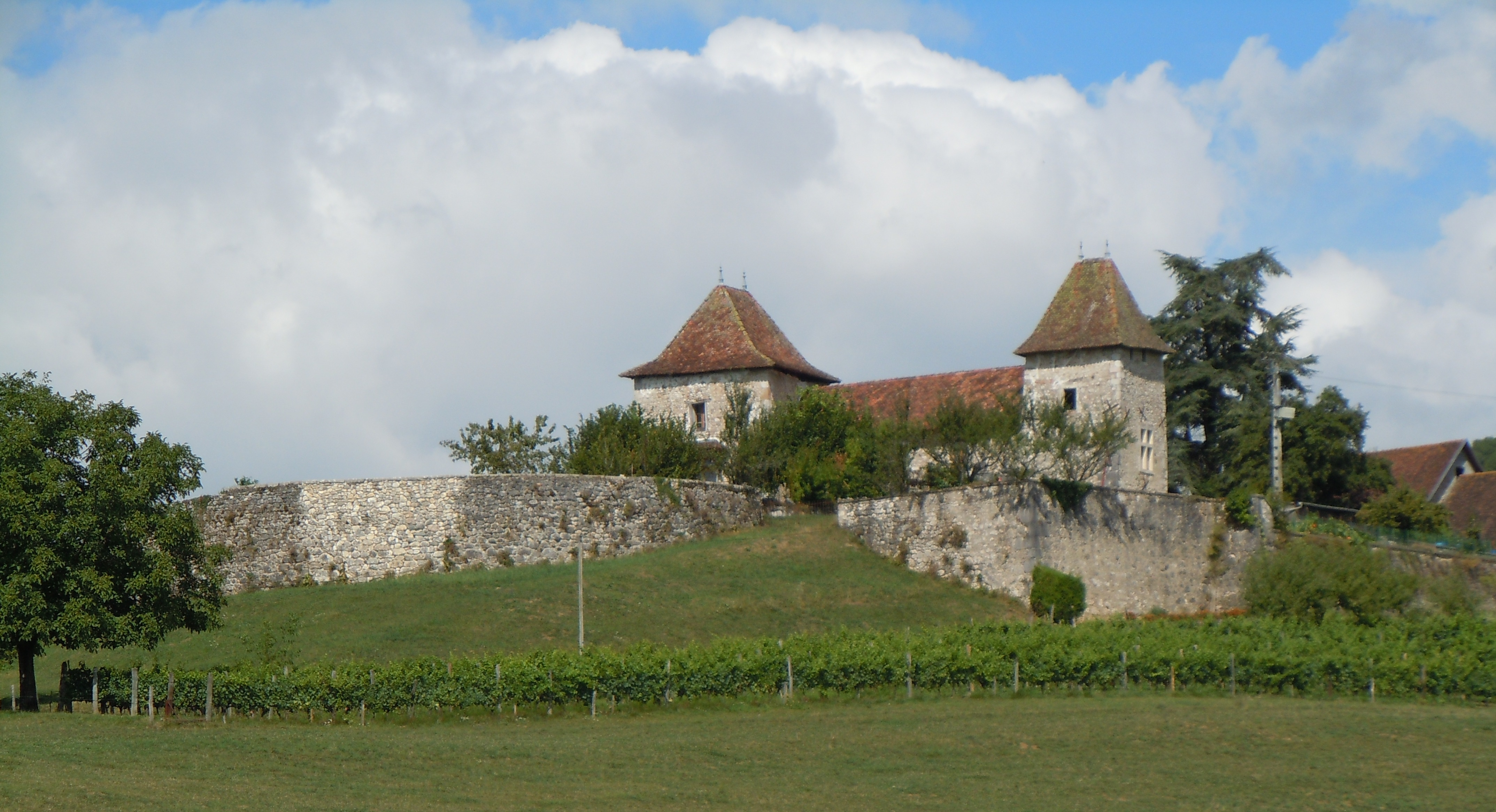
Das Château de Rochefort

Das Château de Rochefort oder auch Château de Mandrin auf einem Hügel oberhalb des Dorfes stammt aus dem 15. Jahrhundert und ist regional bekannt als Zufluchtsort des Räuberhauptmanns und Schmugglers Louis Mandrin aus dem 18. Jahrhundert. Die Dorfkirche Saint-Blaise wurde im 19. Jahrhundert errichtet. Zu den Natursehenswürdigkeiten gehören die Felsformationen in der Geländestufe zwischen dem Col de la Crusille und dem Col du Blanchet, ein Naturschutzgebiet unter dem Natura-2000-Netzwerk.

## Bevölkerungsentwicklung
| Jahr                       | 1962 | 1968 | 1975 | 1982 | 1990 | 1999 | 2006 | 2011 |
| Einwohner                  | 152  | 143  | 148  | 120  | 152  | 175  | 199  | 199  |
| Quellen: Cassini und INSEE |      |      |      |      |      |      |      |      |

Mit 250 Einwohnern (Stand 1. Januar 2022) gehört Rochefort zu den kleinen Gemeinden des Département Savoie. Nachdem die Einwohnerzahl während des ausgehenden 19. und gesamten 20. Jahrhunderts rückläufig war (1861 wurden noch 442 Einwohner gezählt), stoppte diese Entwicklung 1990. Die Ortsbewohner von Rochefort heißen auf Französisch Rochefoliars.

## Wirtschaft und Infrastruktur
Rochefort ist bis heute ein vorwiegend durch die Landwirtschaft geprägtes Dorf. Rund ein Dutzend größere Höfe sind vor allem auf Milchproduktion ausgerichtet. Daneben gibt es noch einige wenige Betriebe des lokalen Kleingewerbes. Mittlerweile hat sich das Dorf auch zu einer Wohngemeinde entwickelt. Viele Erwerbstätige sind Wegpendler, die in den größeren Ortschaften der Umgebung und der benachbarten Départements ihrer Arbeit nachgehen.
Die Ortschaft liegt abseits der größeren Durchgangsstraßen an einer Kreuzung mehrerer Departementsstraßen, die den Dorfkern mit den Nachbarorten Sainte-Marie-d’Alvey, Saint-Genix und Avressieux verbinden. Der nächste Autobahnanschluss an die A43 (Lyon–Chambéry) befindet sich in neun Kilometern Entfernung bei Belmont-Tramonet.
Als Flughäfen in der Region kommen Lyon-St-Exupéry (Entfernung 67 km) und Chambéry-Savoie (28 km) in Frage.